# 琳瑞
琳瑞（りんずい、文政13年10月27日（1830年12月11日） - 慶応3年10月19日（1867年11月14日））は、幕末期の浄土宗の僧。父は細谷守福。名は房蔵。号は静岳・真空・祥道・道真。出羽国村山郡の出身。
12歳で父を失い、17歳で陸奥国伊達郡桑折の無能寺で出家し、琳瑞と号した。1849年（嘉永2年）江戸に出て、僧侶の風紀粛清を期して小石川伝通院の処静院に住した。また、儒学者東条一堂に師事して儒学を学び、高橋泥舟・山岡鉄舟など多くの志士と交流した。水戸藩主徳川斉昭に私淑し、尊皇攘夷の大義を主唱した。1863年（文久3年）幕府側に暗殺された清河八郎の遺骸を託され、伝通院内に埋葬している。しかし1867年（慶応3年）10月18日、刺客に襲われ、翌日に死去した。